# Св. св. Кирил и Методий (Ямбол)
„Свети Кирил и Методий“ е източнокатолическа църква в град Ямбол, България, енорийски храм на Софийската епархия. Енорията е асимилирала миряните на закритата римокатолическа енория „Пресвето сърце Исусово“ от Софийско-пловдивската епархия на Римокатолическата църква в града.

## История на енорията
В края на 80-те години на ХIХ век успенците разкриват клон на своята мисия в Ямбол. През 1888 г. първи там пристигат от Одрин монахини облатки от женското разклонение на Ордена, които поставят началото на девическо начално училище и пансион. Почти едновременно с тях идват и успенците от Пловдив, които отварят училище за момчета и поставят началото на Ямболската мисия.
Ямболската мисия, както и другите мисии на успенците в България, е двуобредна и заедно с общото монашеско братство съществуват две отделни енории с два храма – църквата „Пресвето сърце Исусово“ за католиците от западен обред и църквата „Св. св. Кирил и Методий“ за католиците от източен обред. За начало на латинската енория се счита 1888 г., а на източната – 1895 г.
Първи свещеник за западния обред е отец Иван Пищийски от Калъчлии и отец Йероним Фрасие за източния обред. Отец Йероним служи до 1903 г., когато е заместен от Гаврил Сарафов, мирски свещеник, завеждащ униатската енория в Ямбол чак до Балканската война. В нейното навечерие в града пребивава и българският успенец Методий Устичков от Щип.
С течение на времето училището на успенците се оформя като нисша духовна семинария (прогимназия) с преподаване на френски и български език. Успешно напредва и дейността на сестрите успенки-облатки, които поддържат девическо училище със собствен параклис, посветен на „Света Тереза на Младенеца Исус“.
През 1916 г. епископ Винкенти Пеев отчита 160 католици в града. През 1928 г. те са записани по обреди 110 от западния и 190 униати.
На 29 май 1929 г. в енорията се провежда конференцията на католиците от източен обред в България. В нея участват 27 делегати – 13 свещеници и 14 миряни от общо 15 енории. От Ямболско са представени 7 енории (т.е. през 1929 г. половината униатски енории в България са в Ямболския край): Ямбол, Тополовград, Зорница, Атолово, Присадец, Филипово и Гранитово.
Заседанията се провеждат в новата (от 1925 г.) сграда на Ямболската семинария на отците успенци „Св. св. Кирил и Методий“. В работата на Ямболската конференция взема дейно участие самият апостолически визитатор в България архиепископ Анджело Ронкали. Той посещава енорията през 1925 г. (за освещаване на църковния комплекс) и през 1935 г.
От 1929 г. до 1937 г. отец Йосафат Шишков е директор на нисшата семинария и в същото време е свещеник в латинската ямболска енория. Tой разширява сградата на семинарията за да приеме трийсет семинаристи от двата обреда - западен (латински) и източен (славянски). Там служат литургията една седмица на славянски, една на латински. Увлича се от техническия напредък. През 1932 г. въвежда в обучението в Ямболската семинария радиопредавател и прожекционен апарат. Той е първият човек от Ямбол, който доставя и ползва пишеща машина на кирилица. Организира вечеринки за младежите, които за първи път слушат грамофон благодарение на него. Подпомага благотворителната дейност на сестрите облатки. Отец Марислав Бачев е бил също директор на Ямболската католическа семинария. По време на така наречените католически процеси, отец Шишков получава смъртна присъда, а отец Бачев – 20 години лишаване от свобода.
От 18 май 1946 г. до неговото арестуване на 11 юли 1952 г. енорист и настоятел на пансиона на отците августино-успенци в енорията е отец Методий Стратиев. Западно обредните католици в Ямбол биват асимилирани от униатите след Втората световна война и тяхната енория е закрита.
Енорията се обслужва от католическото монашеско общество на Салезианите на Дон Боско.

## История на храма
Двата католически храма в Ямбол – латинският „Пресвето сърце Исусово“ и униатският „Св. св. Кирил и Методий“ – са изградени в един общ архитектурен комплекс (една сграда с обща камбанария) през 1925 г. Комплексът също включва семинария и пансион с 18 стаи и голяма зала. Някои от помещенията се използват от Общинския детски комплекс в града.
Светата литургия се изпълнява по източния ритуал в двата храма на комплекса – до понеделник до сряда в „Пресвето сърце Исусово“, а в останалите дни в „Свети Кирил и Методий“.
Храмов празник – 11 май.